# Крашенинников, Илья Сергеевич
Илья́ Серге́евич Крашени́нников (1847 — 1920) — русский судебный деятель, сенатор, член Государственного совета.

## Биография
Православный. Потомственный дворянин Воронежской губернии. Сын капитана 2-го ранга Сергея Петровича Крашенинникова, утверждённого в потомственном дворянстве в 1857 году. Младший брат Николай — также член Государственного совета. Землевладелец Воронежской губернии (600 десятин в нераздельном владении с родственниками).
По окончании Императорского училища правоведения в 1869 году, начал государственную службу в департаменте Министерства юстиции, откуда был командирован для занятий в Пензенскую палату уголовного и гражданского суда. В 1870 году, с Высочайшего соизволения, был командирован в Западную Европу для собирания сведений о действующих на практике приемах охранительного судопроизводства.
По возвращении в Россию в 1871 году, назначен был заседателем Ковенской палаты гражданского суда. В следующем году был назначен членом Елизаветпольского окружного суда, а в 1876 году — переведен на ту же должность в Тифлисский окружный суд. В том же году назначен прокурором Елизаветпольского окружного суда, а в 1879 году — прокурором Тифлисского окружного суда, в каковом качестве некоторое время исполнял должность товарища прокурора Тифлисской судебной палаты.
В 1885 году был назначен председателем съезда мировых судей города Варшавы, а в 1901 году — членом консультации при Министерстве юстиции учрежденной, с оставлением в должности председателя съезда. В 1904 году назначен председателем департамента Варшавской судебной палаты. В 1906 году был произведен в тайные советники.
За время продолжительной службы в Варшаве принимал деятельное участие в русских общественных и благотворительных организациях. Состоял председателем комитета старшин Русского собрания, почетным членом и членом совета Свято-Троицкого Братства, членом окружного правления Благотворительного общества судебного ведомства, членом ревизионной комиссии окружного Управления Красного Креста, членом правления Общества помощи русским женщинам, членом правления сберегательной и похоронной касс чинов судебного ведомства, а также членом-учредителем Варшавского русского музыкального общества.
28 марта 1907 года назначен сенатором, присутствующим в уголовном кассационном департаменте Сената. 1 января 1917 года, по инициативе И. Г. Щегловитова, назначен членом Государственного совета. Входил в группу правых. После Февральской революции 1 мая 1917 года был оставлен за штатом, а 25 октября 1917 года уволен в отставку.
Умер в Петрограде 13 февраля 1920 года. Похоронен на Смоленском кладбище.

## Семья
С 1872 года был женат на дочери коллежского советника Марии Федоровне Крашенинниковой (1848 — 25.02.1920). Их дети:
- Сергей (р. 1874)
- Пётр (1880—1952), капитан 1-го ранга. В эмиграции в США.
- Евдокия (р. 1875)
- Мария (р. 1876), вдова коллежского советника Бутакова.
- Анна (р. 1881)
- Лидия (р. 1886)

## Награды
- Орден Святого Станислава 2-й ст. (1878)
- Орден Святой Анны 2-й ст. (1883)
- Орден Святого Станислава 1-й ст. (1895)
- Орден Святой Анны 1-й ст. (1904)
- Орден Святого Владимира 2-й ст. (1912)
- Орден Белого Орла (1914)

Иностранные:
- персидский Орден Льва и Солнца 2-й ст. (1885)